# Клір-Лейк (округ Пірс, Вашингтон)
Клір-Лейк (англ. Clear Lake) — переписна місцевість (CDP) в США, в окрузі Пірс штату Вашингтон. Населення — 1578 осіб (2020).

## Географія
Клір-Лейк розташований за координатами 46°55′45″ пн. ш. 122°17′58″ зх. д. / 46.92917° пн. ш. 122.29944° зх. д. (46.929040, -122.299406).  За даними Бюро перепису населення США в 2010 році переписна місцевість мала площу 23,59 км², з яких 21,96 км² — суходіл та 1,62 км² — водойми.

## Демографія
Згідно з переписом 2010 року, у селищі мешкало 1419 осіб у 522 домогосподарствах у складі 391 родини. Густота населення становила 60 осіб/км².  Було 659 помешкань (28/км²).
Расовий склад населення:
| - 92,2 % — білих - 0,8 % — корінних американців - 0,8 % — азіатів - 0,4 % — чорних або афроамериканців - 1,7 % — осіб інших рас |

До двох чи більше рас належало 4,0 %. Частка іспаномовних становила 3,2 % від усіх жителів.
За віковим діапазоном населення розподілялося таким чином: 23,0 % — особи молодші 18 років, 64,4 % — особи у віці 18—64 років, 12,6 % — особи у віці 65 років та старші. Медіана віку мешканця становила 43,9 року. На 100 осіб жіночої статі у селищі припадало 108,4 чоловіків;  на 100 жінок у віці від 18 років та старших — 109,6 чоловіків також старших 18 років.
Середній дохід на одне домашнє господарство  становив 81 515 доларів США (медіана — 60 375), а середній дохід на одну сім'ю — 89 472 долари (медіана — 54 286). За межею бідності перебувало 2,2 % осіб, у тому числі 0,0 % дітей у віці до 18 років та 0,0 % осіб у віці 65 років та старших.
Цивільне працевлаштоване населення становило 399 осіб. Основні галузі зайнятості: роздрібна торгівля — 18,0 %, будівництво — 16,8 %, освіта, охорона здоров'я та соціальна допомога — 15,0 %, виробництво — 13,8 %.